# ساشا جويلش
ساشا جويلش (من مواليد 27 ديسمبر 1981) هي عداءة كندية.  فازت بالميدالية الذهبية في نصف الماراثون في 2013 ألعاب ماكابيا ، و الميدالية البرونزية في 1500 م في دورة ألعاب عموم أمريكا 2015 ، والميداليات الذهبية في ألعاب المكابيا 2017 في 800 متر و 1500 متر و 5000 متر.

## روابط خارجية
- ساشا جويلش على موقع الاتحاد الدولي لألعاب القوى (الإنجليزية)
- ساشا جويلش على موقع الدوري الماسي (الإنجليزية)